# Постмодерністський театр
Постмодерністський театр — це явище у світовому театрі, яке виникло з постмодерністської філософії в середині ХХ століття, і є реакцією на модерністський театр. Більшість постмодерністських постановок підкреслюють помилковість такого уявлення, як однозначність істини, натомість заохочуючи аудиторію до власного індивідуального розуміння. Таким чином, постмодерністський театр тільки порушує питання, не намагаючись дати відповіді.

## Видатні приклади
- Інформація для іноземців Грізельди Гамбаро
- Гамлетмашина Гайнера Мюллера
- Fuerza Bruta від Ozono Production